# Бугарой
Бугарой (чечен. БугӀара) — село в Итум-Калинском районе Чеченской Республики. Административный центр Бугаройского сельского поселения.
Проживают в основном представители тайпа чӏинахой.

## Название
Народная этимология — на чеч. бухара нах, т.е люди, которые жили издавна.

## География

Бугаройское сельское поселение на карте Итум-Калинского района

Село расположено на левом берегу реки Дзумсэрк, в 8 км к северо-востоку от районного центра Итум-Кали.
Ближайшие населённые пункты: на северо-западе — сёла Ушкалой и Гучум-Кале, на юго-западе — село Конжухой.

## История
В 1944 году коренное население ЧИ АССР было выселено. После восстановления ЧИ АССР чеченцам было запрещено возвращаться в свои исконные районы: Галанчожский, Шатойский и Итум-Калинский.

## Население
| 1990 | 2002 | 2010 | 2012 | 2013 | 2014 | 2015 |
| ---- | ---- | ---- | ---- | ---- | ---- | ---- |
| 195  | ↘181 | ↗303 | ↗320 | ↗333 | ↗346 | ↗361 |
| 2016 | 2017 | 2018 | 2019 | 2020 | 2021 | 2023 |
| ↗371 | ↗376 | ↗381 | ↘377 | →377 | ↘346 | ↗350 |
| 2024 |      |      |      |      |      |      |
| ↗357 |      |      |      |      |      |      |

## Образование
- Бугароевская муниципальная начальная общеобразовательная школа[20].

## Галерея

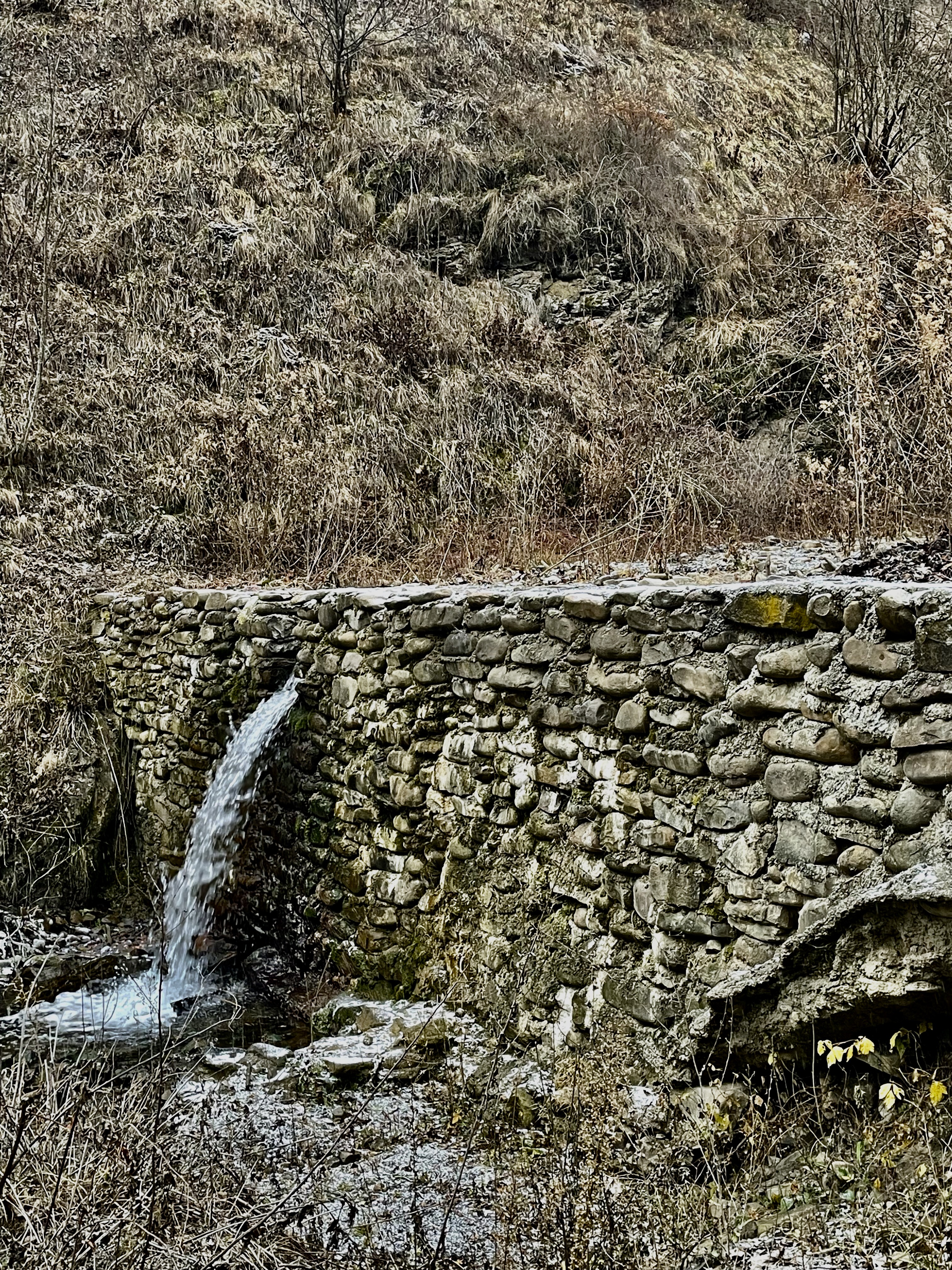
Бугарой старая мельница.

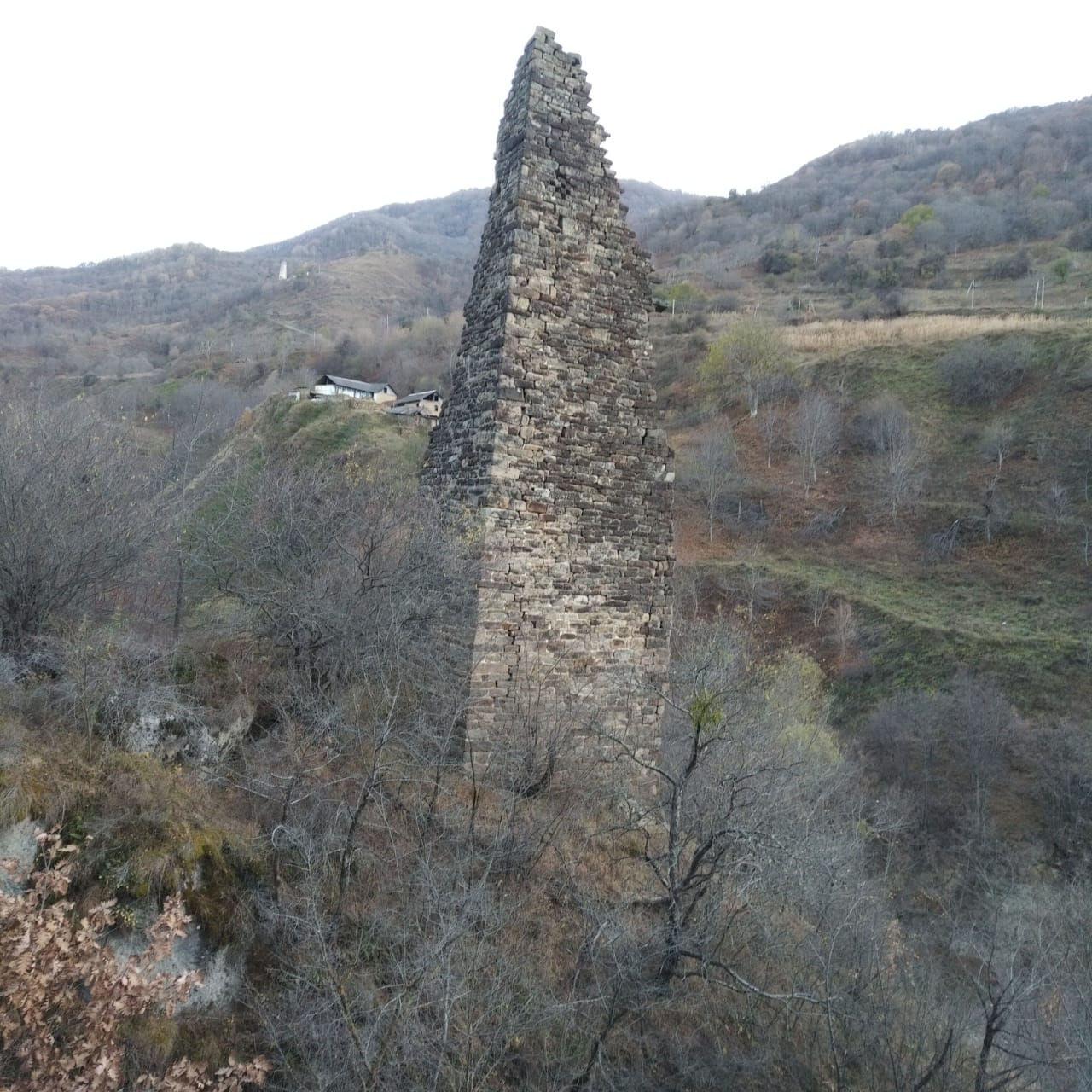
Полуразрушенная башня

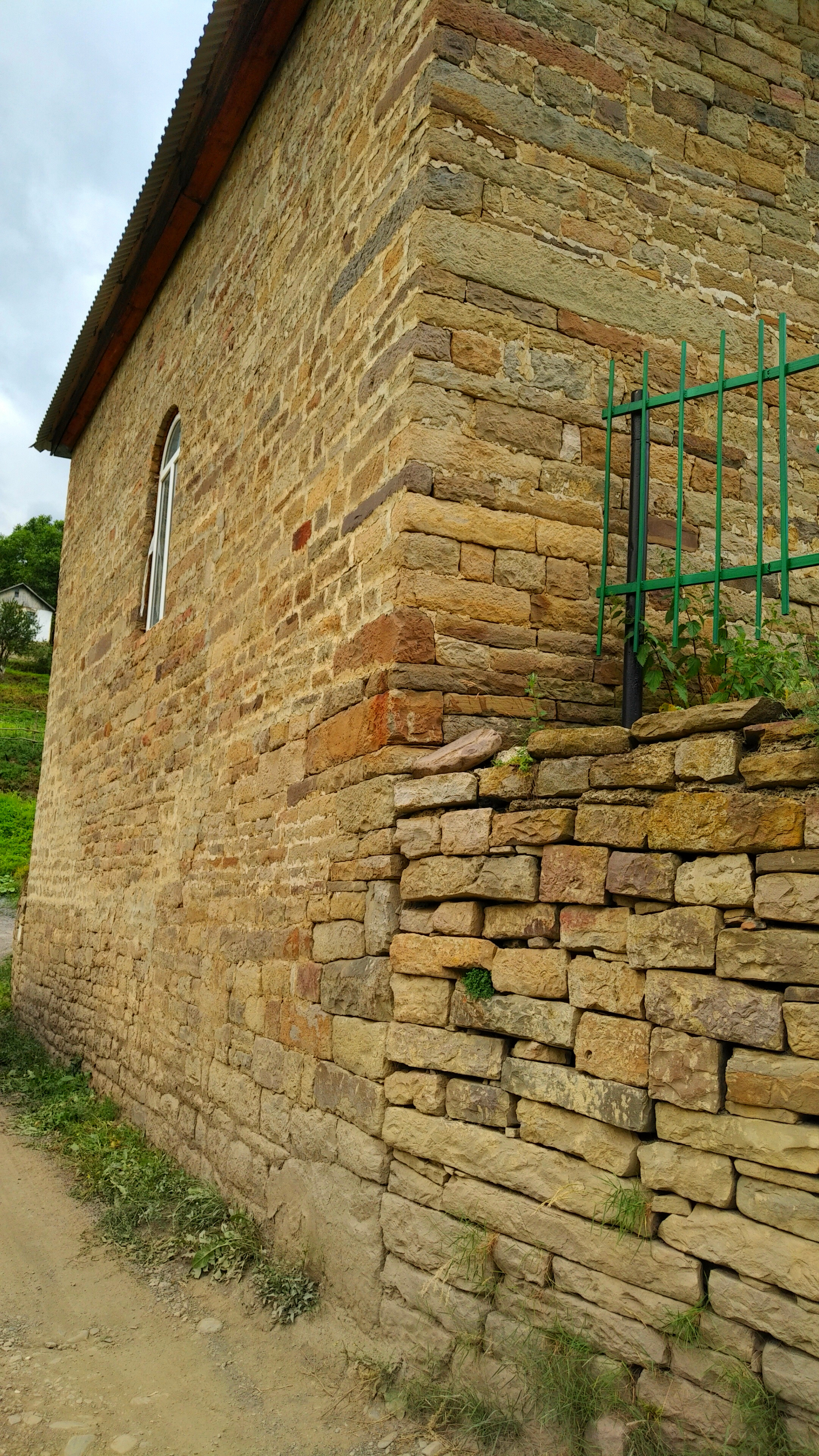
Мечеть Бугароя